# سوبهاش تشاندرا
سوبهاش تشاندرا جوينكا (بالإنجليزية: Subhash Chandra Goenka) (من مواليد 30 نوفمبر 1950) هو ملياردير هندي في مجال الإعلام. وهو رئيس مجلس إدارة مجموعة إيسيل، وهي مجموعة إعلامية هندية، وأسس قناة زي تي في في عام 1992. وكان أيضًا رئيسًا لشركة زي ولكنه استقال من منصب المدير والرئيس غير التنفيذي للشركة في 24 مايو 2016.    تم انتخابه لعضوية مجلس الشيوخ في البرلمان الهندي عن ولاية هاريانا في انتخابات مجلس الشيوخ الهندي عام 2016، كمرشح مستقل بدعم من المشرعين من حزب بهاراتيا جاناتا.  
في 31 مايو 2022، قدم سوبهاش تشاندرا ترشيحه من ولاية راجستان لانتخابات مجلس الشيوخ الهندي كمرشح مستقل بدعم من حزب بهاراتيا جاناتا، لكنه خسر الانتخابات.

## السنوات المبكرة
وُلِد سوبهاش تشاندرا في عائلة أجراوال بانيا  في أدامبور، مقاطعة هيسار، هاريانا.  تشير مجلة فوربس الهندية إلى أن تشاندرا ولد في راجستان، وانتقل مع عائلته إلى هيسار أثناء طفولته.  كان لدى عائلته دين قدره  ، وكان عليه سداده. لم تتمكن عائلته من تحمل تكاليف تعليمه العالي، وفي عام 1965 ترك المدرسة للانضمام إلى العمل العائلي لوكلاء العمولة والتجار الذين قاموا بشراء وتوريد الأرز لشركة مؤسسة الغذاء الهندية.
في ثمانينيات القرن العشرين، بدأ في تصنيع مواد التغليف المرنة (أنابيب بلاستيكية بشكل أساسي) للسلع الاستهلاكية سريعة الحركة مثل معجون الأسنان تحت الاسم التجاري Essel Packaging. ثم تبع ذلك بإنشاء منتزه ترفيهي يدعى Essel World في شمال مومباي.
في عام 1992، أطلق قناة زي تي في، وهي ثاني قناة تلفزيونية تجارية خاصة في البلاد بالتعاون مع Star TV في هونغ كونغ، وفي عام 2003، أطلق قناة تي في دش، وهي أول مزود للتلفزيون عبر الأقمار الصناعية في الهند.  

## عمل
أطلق تشاندرا أول قناة تلفزيونية فضائية في الهند، زي تي في، في عام 1992.  وتتنافس القناة مع قناتي Sony Entertainment Television و ستار بلس، من بين قنوات أخرى. تتكون شبكة Zee TV حاليًا من ما يصل إلى 90 قناة، وتصل إلى 1.3 مليار شخص منتشرين في 174 دولة. 
في عام 2005، وبالتعاون مع مجموعة داينيك بهسكار، أطلق تشاندرا صحيفة يومية ناطقة باللغة الإنجليزية، DNA، في مومباي لتحدي صحيفة تايمز أوف إينديا المشهورة. كانت المنافسة واحدة من أكبر معارك الصحف في مومباي. وعلى الرغم من الخسائر السابقة، إلا أن الصحيفة تمكنت في النهاية من تغيير مسارها.  ومع ذلك، بحلول أكتوبر 2019، أصبح الحمض النووي معطلاً ومغلقًا تمامًا. 
في 25 نوفمبر 2019، اضطر تشاندرا إلى الاستقالة من منصبه كرئيس لشركته زي للمشاريع الترفيهية، وفقًا لقواعد الإدراج في هيئة الأوراق المالية والبورصة الهندية.  ومع ذلك، فهو لا يزال يواصل عمله كمدير غير تنفيذي للشركة. 
في سيرته الذاتية "عامل Z: رحلتي كالرجل الخطأ في الوقت المناسب"، كتب تشاندرا عن ارتباطه بمنظمة التطوع الوطنية، الأب الأيديولوجي لحزب بهاراتيا جاناتا، في أيام شبابه. وزعم تشاندرا أنه يحظى بدعم المشرعين من حزب بهاراتيا جاناتا (BJP) وقال إنه لديه آخرون عبر الخطوط الحزبية. 
في 22 مايو 2020، تخلفت مجموعة إيسيل عن سداد سندات NCD المضمونة بقيمة 616 كرور روبية مع اتفاقية تجميد مع ضمان شخصي من Subhash Chandra، مما أثر على 300000 مستثمر.
في أغسطس 2020، عينت شركة Zee Entertainment Enterprises Ltd (ZEEL) المروج Subhash Chandra رئيسًا فخريًا، بعد استقالته من منصب المدير غير التنفيذي للشركة. سيستمر سوبهاش تشاندرا، الذي كان رئيسًا سابقًا، في الارتباط بالعمل بشكل فخري. 

## الجوائز
- جائزة مديرية إيمي الدولية (2011) [21]
- مؤسسة كندا الهند، جائزة شانشلاني العالمية الهندية [22]

## روابط خارجية
- الموقع الرسمي
- Subhash Chandra Foundation